# Karl-Heinz Stadtmüller
Karl-Heinz Stadtmüller (* 30. Januar 1953 in Berlin; † 13. September 2018 in Berlin) war ein deutscher Geher, der in den 1970er und 1980er Jahren für die DDR startete.

## Werdegang
Am 16. April 1972 stellte er im Berliner Friedrich-Ludwig-Jahn-Sportpark zwei Weltrekorde im Bahngehen auf – 26.911 Meter im 2-Stunden-Gehen sowie 2:14:45,6 h im 30.000-Meter-Gehen. Im italienischen Lugano gewann Karl-Heinz Stadtmüller und die DDR-Mannschaft am 22. Oktober den Junioren-Europa-Pokal des Jahres 1972.
Karl-Heinz Stadtmüller startete bei den Olympischen Spielen 1972, 1976 und 1980 sowie den Leichtathletik-Europameisterschaften 1974 und 1978. Fünfmal wurde er DDR-Meister: 1973, 1974 und 1980 im 20-km-Straßengehen sowie 1972 und 1980 im 50-km-Straßengehen.
Von 1974 bis 1978 stellte er vier DDR-Bestleistungen im 20-km-Straßengehen auf (zugleich gesamtdeutsche Bestleistungen); 1977 stellte er einen DDR-Rekord im 20.000-Meter-Bahngehen auf.
Karl-Heinz Stadtmüller war 1,85 m groß und wog in seiner aktiven Zeit 78 kg. Er gehörte dem Sportverein TSC Berlin an.
Er verstarb 65-jährig am 13. September 2018 in Berlin an einem Krebsleiden.

## Einsätze bei internationalen Höhepunkten im Einzelnen
- Olympische Spiele 1972: Platz 11 im 50-km-Straßengehen (4:14:28,8 h)
- Europameisterschaften 1974: im 20-km-Gehen disqualifiziert
- Olympische Spiele 1976: Platz 4 im 20-km-Straßengehen (1:26:50,6 h)
- Europameisterschaften 1978: im 20-km-Gehen disqualifiziert
- Olympische Spiele 1980: Platz 8 im 20-km-Straßengehen (1:29:21,7 h)